# Larisa
|  | For den græske regionale enhed, se Larisa (regional enhed) |
Larisa (græsk: Λάρισα) er hovedbyen og den største by i regionen Thessalien og Grækenlands femtestørste by. Byen er et trafikknudepunkt og har både vej- og togforbindelse til havnebyen Volos og byerne Thessaloniki og Athen. Larisa har 162.591 indbyggere i kommunen, mens regionen har 284.325 indbyggere (i 2011). Larisa ligger i et landbrugsområde. Byen er et kommercielt og industrielt center i Grækenland. Myten siger, at Achilleus blev født her, og at Hippokrates, ”Lægekunstens Fader”, døde her.
28. februar 2023 skete der en kollision mellem et passagertog og et godstog i nærheden af byen.

## Klima
Klimaet i Larissa er omskifteligt. Vinteren er kold og våd og snestorme kan forekomme. Sommeren er varm og temperaturer på 40 °C kan forekomme. Tordenstorme eller kraftig regn kan skade landbruget. Larisa har i gennemsnit 450 mm nedbør om året.
| Klimadata for Larissa (1981–2010) | Klimadata for Larissa (1981–2010) | Klimadata for Larissa (1981–2010) | Klimadata for Larissa (1981–2010) | Klimadata for Larissa (1981–2010) | Klimadata for Larissa (1981–2010) | Klimadata for Larissa (1981–2010) | Klimadata for Larissa (1981–2010) | Klimadata for Larissa (1981–2010) | Klimadata for Larissa (1981–2010) | Klimadata for Larissa (1981–2010) | Klimadata for Larissa (1981–2010) | Klimadata for Larissa (1981–2010) | Klimadata for Larissa (1981–2010) |
| Måned                             | Jan                               | Feb                               | Mar                               | Apr                               | Maj                               | Jun                               | Jul                               | Aug                               | Sep                               | Okt                               | Nov                               | Dec                               | År                                |
| --------------------------------- | --------------------------------- | --------------------------------- | --------------------------------- | --------------------------------- | --------------------------------- | --------------------------------- | --------------------------------- | --------------------------------- | --------------------------------- | --------------------------------- | --------------------------------- | --------------------------------- | --------------------------------- |
| Maks °C                           | 10,2                              | 11,8                              | 15,4                              | 20,0                              | 26,0                              | 31,6                              | 33,4                              | 32,9                              | 28,6                              | 22,5                              | 15,3                              | 10,5                              | 21,6                              |
| Middel °C                         | 5,4                               | 6,4                               | 9,5                               | 13,5                              | 18,8                              | 23,9                              | 26,0                              | 25,5                              | 21,5                              | 16,5                              | 10,5                              | 6,4                               | 15,4                              |
| Min °C                            | 0,7                               | 1,1                               | 3,6                               | 6,9                               | 11,5                              | 16,1                              | 18,5                              | 18,1                              | 14,4                              | 10,5                              | 5,7                               | 2,2                               | 9,1                               |
| Regnfald mm                       | 29,9                              | 33,5                              | 35,2                              | 39,5                              | 40,9                              | 19,8                              | 18,5                              | 19,6                              | 12,9                              | 44,2                              | 67,4                              | 51,2                              | 412,6                             |
| Regnvejrsdage (≥ 1.0 mm)          | 5                                 | 6                                 | 6                                 | 6                                 | 5                                 | 3                                 | 2                                 | 2                                 | 2                                 | 5                                 | 7                                 | 7                                 | 56                                |
| Source: meteo-climat-bzh          |                                   |                                   |                                   |                                   |                                   |                                   |                                   |                                   |                                   |                                   |                                   |                                   |                                   |